# Бонапарт, Жанна
Жанна Бонапарт (фр. Jeanne Bonaparte) (15 сентября 1861, Аббатство Орваль, Провинция Люксембург, Бельгия — 25 июля 1910, Париж) — внучатая племянница императора Наполеона I Бонапарта, дочь принца Пьера Наполеона Бонапарта и Жюстины Элеоноры Руфлен. Во французском обществе была известна как художница и скульптор, была супругой Кристиана де Вильнёв-Эсклапон.

## Биография
Жанна родилась 15 сентября 1861 года в Аббатстве Орваль в Бельгии. Всего в семье Пьера Наполеона Бонапарта и его супруги Жюстины Элеоноры Руфлен родилось пятеро детей, но выжили лишь двое, Жанна и её брат Ролан. Несмотря на то, что Жанна родилась во времена правления своего родственника императора Наполеона III, её семья не была желанными гостями при императорском дворе. Её дед, Люсьен Бонапарт, родной брат Наполеона I, вызвал недовольство императора, женившись на французской дворянке Александрине де Блешам, и был отвергнут семьей и лишен наследства. В 1852 году от наследства отстранили отца Жанны, который получал лишь скромный доход из личных средств императора Наполеона III. Полный разрыв с императором произошёл после женитьбы Пьера на дочери простого рабочего Жюстине Элеоноре Руфлен. Император не дал своего согласия на брак . После падения Второй французской империи в 1870 году, Жанне, как и всем членам семьи Бонапарт, пришлось покинуть Францию. Семья переехала в Брюссель, затем в Лондон. Вскоре после этого отец Жанны заболел и скончался. Жюстина Элеонора открыла собственный швейный магазин «Princesse Pierre Bonaparte, Marchande de Confections pour Dames», но была вынуждена закрыть его через год ввиду отсутствия клиентов.
Мать хотела дать детям достойное образование. В период, когда семья проживала в Лондоне, они познакомились со старым французским офицером, служившим в армии Наполеона I. Офицер принял меры, для того, чтобы Роланда взяли во французскую военную школу. Жанне он предложил поступить в художественную школу Парижа. Она согласилась и переехала в Париж, где брала уроки живописи и гравюры, училась вместе с Марией Бланк, богатой наследницей из Монако. Жанна познакомила Марию со своим братом, позже они поженились. Талант Жанны как художницы проявился на экспозиции работ изящного искусства в 1878 году . Жанна продолжила работать в качестве скульптора и художницы. Она проживала в отеле «Мари» на улице Риволи, недалеко от брата Роланда и его супруги. Мария Бланк, в знак благодарности за знакомство с Роландом, дала Жанне один миллион франков, а отец Марии передал ей ещё один миллион. После получения столь огромного приданого, Жанна была окружена предложениями о браке. Семья желала, чтобы она заключила брак по любви, а не только из-за высокого статуса.

### Брак

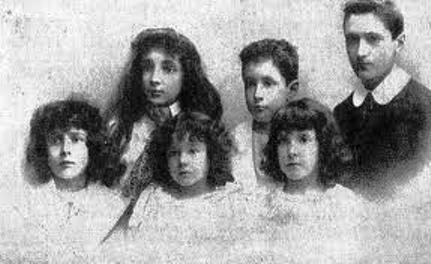
Шестеро детей Жанны Бонапарт

В 1882 году Жанна Бонапарт вышла замуж за Кристиана де Вильнёв-Эсклапон, 10-го маркиза Вильнёв-Эсклапон (1852—1931) в Париже. Он был бывшим офицером армии дона Карлоса, герцога Мадридского и принадлежал к семье французских дворян. Считался очень умным и образованным человеком, в молодости посетил немало стран. По возвращении в Испанию он посвятил себя изучению литературы и истории, сам сочинял, чем вызывал восхищение критиков. Один из гостей на свадьбе заметил:

 «Жанна Бонапарт дошла до нефа, опираясь на руку своего брата Роланда… Она имеет в своем взгляде мало красоты матери, хотя она напоминает ей хорошую партию, но она высока, заслуживает быть увиденной и имеет богатые, цвета воронова крыла косы…»— 
 У Жанны и Кристиана родилось шестеро детей:

Герб Жанны Бонапарт после брака.

- Пьер (1886—1957) — маркиз де Вильнёв-Эсклапон, был женат на Сесиль Куртва, детей не имел;
- Роме (1889—1944) — женат не был;
- Лучано (1890—1939) — был женат на Гледис Матосиан;
- Жанна (1887—1942) — была замужем за Люсьеном, бароном ле Редобени, имела четверых законных детей и одного внебрачного;
- Мария Розелин (1893—1973) — была замужем за Бруно, графом Мейгрет, имела троих детей;
- Анна Матильда (1896—1972) — была замужем за Антонио де Ли де Белю, детей нет.

### Последующая жизнь
В Париже у Жанны был собственный салон, который посещали прославленные писатели и художники, а также богатые американцы. Её муж, кроме истории и политики, интересовался оккультизмом. Джордж Гревилль Мур, английский офицер и современник Жанны, посетивший её салон писал: 

 «На своих приемах она отличалась красотой, которая была больше похожа на восточную. Она была очень темной, имела смуглый цвет лица, но красивые черные глаза и длинные ресницы. Я помню один вечер. Каждый толпился на лестнице, чтобы увидеть её как она приезжает на бал. По этому случаю она надела белое платье, отделанное кувшинками, с чрезвычайно длинным шлейфом, и драгоценности на ней были не редкостью. Танцевали, а её длинный шлейф едва давал ей возможность делать это».— 
21 ноября 1907 года Жанны была свидетельницей на браке своей племянницы Марии Бонапарт, выходившей замуж за греческого принца Георга. Умерла она 25 июля 1910 года в Париже в возрасте 48 лет.